# Bertil af Klinteberg
Bertil Gustav Magnus af Klinteberg, född 6 november 1935, är en svensk jurist som var lagman i Arvika tingsrätt från 1990 till 2000.
Klinteberg utnämndes till hovrättsråd i hovrätten för Västra Sverige den 26 maj 1988 efter att tidigare ha varit rådman vid Göteborgs tingsrätt. Den 10 maj 1990 utnämndes han till lagman i Arvika tingsrätt.
Bertil af Klinteberg är son till Hugo af Klinteberg och Therese Carleson.